# Panemeria fasciola
Panemeria fasciola là một loài bướm đêm trong họ Noctuidae.